# Hackstenstjärnen
Hackstenstjärnen är en sjö i Älvdalens kommun i Dalarna och ingår i Dalälvens huvudavrinningsområde. Sjön har en area på 0,193 kvadratkilometer och ligger 458,1 meter över havet. Sjön avvattnas av vattendraget Lillån.

## Delavrinningsområde
Hackstenstjärnen ingår i det delavrinningsområde (678692-139871) som SMHI kallar för Namn saknas. Medelhöjden är 480 meter över havet och ytan är 15,1 kvadratkilometer. Det finns inga avrinningsområden uppströms utan avrinningsområdet är högsta punkten. Lillån som avvattnar avrinningsområdet har biflödesordning 3, vilket innebär att vattnet flödar genom totalt 3 vattendrag innan det når havet efter 357 kilometer. Avrinningsområdet består mestadels av skog (89 procent). Avrinningsområdet har 0,19 kvadratkilometer vattenytor vilket ger det en sjöprocent på 1,3 procent.